# Dietro le quinte (film 1914)
Dietro le quinte (Behind the Scenes) è un film muto del 1914 diretto da James Kirkwood. Era interpretato dallo stesso Kirkwood, da Mary Pickford e da Lowell Sherman, qui al suo esordio sullo schermo.

## Produzione
Il film fu prodotto dalla Famous Players Film Company.

## Distribuzione
Distribuito dalla Paramount Pictures, il film - presentato da Daniel Frohman - uscì nelle sale cinematografiche statunitensi il 26 ottobre 1914